# مرکز فضایی البرز
در حدود هفتاد کیلومتری غرب تهران، مرکز فضایی البرز وجود دارد و وسعتی حدود دویست و ده هکتار را دارا است.
در سال‌های ۱۳۵۱ تا ۱۳۵۷ فعالیت‌های ایران با دولت ایالات متحده آمریکا در رشته علوم فضایی آغاز شد.
درخواست ایران دربارهٔ ایستگاه گیرنده اطلاعات ماهواره‌ای از آمریکا مورد تأیید قرار گرفت و در سال ۱۳۵۳ قراردادی بین ایران و شرکت جنرال الکتریک آمریکا مبنی بر خرید و ساخت بخشی از وسایل این مرکز صورت گرفت. در این زمان، طرح سنجش از دور به صورت یک طرح از سازمان برنامه و بودجه، ردیف بودجه گرفت و شکلی تازه در ایران پیدا کرد. برای ساخت ایستگاه دریافت مستقیم اطلاعات ماهواره‌ای محل امروزی مرکز یعنی ماهدشت کرج انتخاب شد. مالکیت زمین‌های آن منطقه دولتی بود و با حمایت‌های مدیریت وقت سازمان رادیو و تلویزیون، ساختمان‌ها ساخته و تکمیل شد و در سال ۱۳۵۵ نصب وسیله‌ها توسط پیمانکار سرعت گرفت. پس از دو سال فاز اول آن افتتاح شد. سپس در سال ۱۳۵۷ با پیروزی انقلاب اسلامی، سه پوشش کامل از اطلاعات ماهواره‌ای لندست در این ایستگاه انجام می‌شد. پیمانکار آمریکایی پس از پیروزی انقلاب و اعلام وضعیت بحرانی، ایران را ترک کرد. از آن پس مدیریت تمام مجموعه به کارشناسان ایرانی داده شد.
از سال‌های ۱۳۵۷ تا ۱۳۷۰ که دوره رکود سازمان نام دارد، کارشناسان بیشتر زمان خود را به معرفی این فناوری به افراد و سازمان‌های دیگر پرداختند. مدیران نیز از قدرت کافی برخوردار نبودند، آنان بیشتر برای سر پا نگه داشتن مرکز تلاش می‌کردند. البته با پیگیری مدیران وقت، تهیه و تحویل دو پوشش کامل اطلاعات ماهواره‌ای که در تعهدات شرکت جنرال الکتریک بود، انجام شد.
در سال‌های ۱۳۷۰ تا ۱۳۷۵، برای تغییر هویت این مجموعه و بیرون آوردن آن از حالت نه چندان مفید تلاش‌های زیادی شد. تا جایی که ماده‌ای برای تغییر هویت مجموعه از طرح به مرکز سنجش از دور ایران و شرکتی دولتی در سال ۱۳۷۰، در مجلس تصویب شد و این مرکز  به وزارت پست و تلگراف و تلفن، انتقال یافت. بعد از تصویب این ماده، شرایط مرکز بهتر شد، اساسنامه تصویب و پست‌های سازمانی به وجود آمد. نیروهای جدید به کار گرفته شدند و فعالیت‌های مرکز گسترش یافت.
در سال‌های ۱۳۷۵ تا ۱۳۸۱، بسیاری از فعالیت‌هایی که درآمدی برای مرکز نداشتند از برنامه‌های جاری حذف و بسیار کم شد. از فعالیت‌هایی که تحمل آن متناسب با بودجه، برای مرکز سخت بود، مرکز ماهدشت نام داشت. در نتیجه، مدیران به بررسی پیشنهاداتی که منجر به کاهش هزینه‌ها آن شود، می‌پرداختند و سرانجام تصمیم به تعطیلی موقت آن گرفته شد. نداشتن نظارت و رسیدگی کافی به ساختمان‌ها و تأسیسات مرکز، باعث خرابی و تخریب آن‌ها شد.
اما از سال‌های ۱۳۸۱ تا کنون، با تغییر نام وزارتخانه به ارتباطات و اطلاعات، زیر نظر آن،شورای عالی فضایی تأسیس شد. در برنامه توسعه زیر ساخت‌های فضایی، مرکز فضایی ماهدشت مورد توجه قرار گرفته و برای مقاوم‌سازی ویا ساخت دوباره ساختمان‌های این مرکز اقدام شد. مرکز فضایی ماهدشت توسعه و مأموریت‌های جدیدی به آن داده شد و ایستگاه‌های گیرنده فعال سازمان، از تهران به این مرکز منتقل شد. هم‌اکنون ایستگاه‌های گیرنده در این مکان فعال و شب و روز پس از دریافت تصاویر ماهواره‌ای، آن هارا در پرتال مکانی سازمان، آرشیو می‌کنند.